# Supercopa d'Europa de futbol 1991
La Supercopa d'Europa de futbol 1991 va ser la 16a edició de la Supercopa d'Europa, un partit de futbol anual disputat entre els guanyadors de la Recopa d'Europa i els guanyadors de la Copa d'Europa de la temporada anterior. El partit es va disputar el 19 de novembre del 1991 entre els guanyadors de la Copa d'Europa 1990-91, l'Estrella Roja de Belgrad, i el Manchester United FC, guanyadors de la Recopa d'Europa 1990–91. Estava planejat que l'eliminatòria es disputés en dos partits, però a causa del malestar polític de l'època a Iugoslàvia, la UEFA va decidir que només es disputaria el partit d'Old Trafford. El Manchester United va guanyar el partit 1–0, gràcies al gol de Brian McClair al minut 67.

## Partit

### Resum
El Manchester United va tenir la primera ocasió de gol del partit en el minut 2, quan l'àrbitre els va xiular un penal a favor. El capità del Manchester United Steve Bruce va efectuar el llançament, que va ser aturat pel porter Zvonko Milojević.
L'únic gol del partit succeí al minut 67, un altre cop des de pilota aturada. Després que Brian McClair revés una falta a uns 30 metres de la porteria, Denis Irwin va centrar a l'àrea; i després d'una sèrie de rebots, McClair va marcar gol.

### Detalls
| Manchester United FC | 1–0     | FK Estrella Roja de Belgrad |
| -------------------- | ------- | --------------------------- |
| McClair 67'          | Informe |                             |

| Manchester United FC | FK Estrella Roja de Belgrad |

| GK            | 1  | Peter Schmeichel   |  |     |
| LB            | 2  | Lee Martin         |  | 71' |
| RB            | 3  | Denis Irwin        |  |     |
| CB            | 4  | Steve Bruce (c)    |  |     |
| CM            | 5  | Neil Webb          |  |     |
| CB            | 6  | Gary Pallister     |  |     |
| RM            | 7  | Andrei Kanchelskis |  |     |
| CM            | 8  | Paul Ince          |  |     |
| CF            | 9  | Brian McClair      |  |     |
| CF            | 10 | Mark Hughes        |  |     |
| LM            | 11 | Clayton Blackmore  |  |     |
| Substituts:   |    |                    |  |     |
| DF            | 12 | Mal Donaghy        |  |     |
| GK            | 13 | Gary Walsh         |  |     |
| MF            | 14 | Russell Beardsmore |  |     |
| FW            | 15 | Mark Robins        |  |     |
| MF            | 16 | Ryan Giggs         |  | 71' |
| Entrenador:   |    |                    |  |     |
| Alex Ferguson |    |                    |  |     |

| GK              | 1  | Zvonko Milojević    |  |     |
| RB              | 2  | Duško Radinović     |  |     |
| LB              | 3  | Goran Vasilijević   |  |     |
| CB              | 4  | Miroslav Tanjga     |  |     |
| SW              | 5  | Miodrag Belodedici  |  |     |
| CB              | 6  | Ilija Najdoski      |  |     |
| RM              | 7  | Vlada Stošić        |  |     |
| CM              | 8  | Vladimir Jugović    |  |     |
| CF              | 9  | Darko Pančev        |  |     |
| LM              | 10 | Dejan Savićević (c) |  | 82' |
| CM              | 11 | Siniša Mihajlović   |  |     |
| Substituts:     |    |                     |  |     |
| GK              | 12 | Dragoje Leković     |  |     |
| DF              | 13 | Saša Nedeljković    |  |     |
| FW              | 14 | Ilija Ivić          |  | 82' |
| FW              | 15 | Predrag Jovanović   |  |     |
| Entrenador:     |    |                     |  |     |
| Vladica Popović |    |                     |  |     |

| Àrbitres d'ajudant: Cees Bakker (Països Baixos) Jef van Vliet (Països Baixos) Àrbitre de Reserva: Eddie Lomas (Anglaterra) | Regles del partit - 90 minuts. - 30 minuts de temps extra si cal. - Llançaments de penals si persisteix l'empat. - Cinc substituts. |

| Supercopa d'Europa 1991           |
| --------------------------------- |
| Anglaterra                        |
| Manchester United FC Primer títol |